# محمد خشنودی

محمد خشنودی (۲۷ مهر ۱۳۲۷-۹ بهمن ۱۳۸۶) از پژوهشگران و استادان رشته‌های مهندسی شیمی و پتروشیمی ایران اهل بندرعباس بود.
او در سال ۱۳۶۹ جایزه و لوح تقدیر کتاب سال جمهوری اسلامی ایران (شعله و احتراق) را دریافت کرد و جایزه و لوح تقدیر استاد نمونه دانشگاه‌های ایران نیز به او تعلق گرفته‌است.

## زندگی
- پروفسور محمد خشنودی، استادی از شهر بندرعباس بود که در ۲۸ مهر سال ۱۳۲۷ به دنیا آمد. پدرش، مرحوم عبدالرزاق خشنودی و مادرش، خانم حوا قضاوتی. شغل پدر، پزشکیار وزارت بهداری بود. او دارای دو برادر به نام‌های عبدالمجیدخشنودی (مربی ریاضی دانشگاه پیام نور مرکز بندر عباس)، عبدالغفار خشنودی (مهندس شیمی در سازمان آب منطقهای هرمزگان) و دو خواهر به نام‌های حوران (خانه‌دار) و فاطمه خشنودی (کارشناس آموزشی دانشگاه پیام نور مرکز بندر عباس) می‌باشند. همسر ایشان خانم فریده بدری، فرزند مرحوم محمد بدری از تجار سرشناش و از شخصیتهای فرهنگی استان هرمزگان و دو دختر ایشان به نام‌های مریم خشنودی (کارشناس ارشد میکروبیولوژی از دانشگاه تهران) و مینا خشنودی (دانشجوی پزشکی دانشگاه علوم پزشکی زاهدان) می‌باشند.
- وی بعد از تحصیل در مکتب خانه، مقطع ابتدایی را در دبستانهای شهرستانهای جاسک و بندرعباس گذراند و متوسطه را در دبیرستان ابن سینا بندر عباس سپری و سال آخر رشته ریاضی را در دبیرستان کیهان نو تهران به پایان برد. ایشان چندین سال در مقطع ابتدایی و متوسطه شاگرد اول بوده اند.
- سپس دوران کارشناسی خود را در دانشگاه صنعت نفت آبادان با رتبهٔ ممتاز در سال ۱۳۵۰ به پایان رساند. سپس وی برای ادامهٔ تحصیل در سال ۱۹۷۳ (میلادی) میلادی به دانشگاه امپریال کالج در انگلستان عزیمت کرد و در ۱۹۷۴ (میلادی) در رشتهٔ مهندسی شیمی (ایمنی صنعتی) مدرک کارشناسی ارشد و در سال ۱۹۷۸ (میلادی) در رشته مهندسی شیمی (احتراق) مدرک دکترای خود را دریافت کرد. سرانجام دکتر خشنودی در ظهر ۹ بهمن سال ۱۳۸۶ در حالی که بار سفر را برای مراجعت از مس سرچشمه کرمان به زاهدان می‌بست، در اتاق خود بر اثر سکتهٔ قلبی درگذشت.

## تحصیلات
وی مدرک کارشناسی مهندسی گاز را از دانشکده نفت آبادان در سال ۱۳۵۰ و کارشناسی ارشد رشته مهندسی شیمی (ایمنی صنعتی) را از کالج سلطنتی دانشگاه لندن به سال ۱۹۷۴ و دکتری خود را در همین رشته و دانشگاه به سال ۱۹۷۸ دریافت کرد. عنوان پایان‌نامه دکتری وی Combustors Based on Addition and Recirculation of Energy بود.

## فعالیت‌ها
- همکاری با ولی‌الله نیکبخت، استاد مهندسی برق دانشگاه سیستان و بلوچستان برای تأسیس جهاد سازندگی استان (۱۳۵۸)
- همکاری در تأسیس مرکز گسترش خدمات تولیدی و عمران در استان سیستان و بلوجستان (۱۳۵۹)
- همکاری در تأسیس شاخه طرح و بررسی بانک استان سیستان و بلوچستان (۱۳۵۹)
- همکاری در تأسیس شاخه طرح و بررسی بانک استان سیستان و بلوچستان و مدیریت آن(۱۳۵۹–۶۲)
- فعالیت گسترده در زمینه آموزش در کسوت استادی و تربیت کثیری از متخصصان در رشته مهندسی شیمی
- واژه «شارانیدن» به جای (Fluidization (or fluidisation از ابداعات وی است.

## جوایز
- نشان و عنوان (Fellow) از بنیاد بین‌المللی ماتسومای (Matsumae)، توکیو، ژاپن، و پژوهش ممتاز دانشکده مهندسی، دانشگاه توکیو، ژاپن، ۱۹۸۶
- جایزه و لوح تقدیر کتاب سال جمهوری اسلامی ایران (شعله و احتراق) ۱۳۶۹. (جایزه شامل ۱۴ سکه بهار آزادی را به آموزشیاران نهضت سوادآموزی استان‌های هرمزگان و سیستان و بلوچستان اهداء کرد)
- جایزه و لوح تقدیر استاد نمونه دانشگاه‌های ایران، وزارت علوم، تحقیقات و فناوری، اردیبهشت ۱۳۷۸